# Eksuperiusz z Agaunum
Eksuperiusz z Agaunum, również Eksuperiusz z Teb (zm. ok. 286 w Agaunum) – rzymski żołnierz legendarnej Legii Tebańskiej (campiductor, z łac. ' hetman polny, chorąży'), męczennik chrześcijański i święty Kościoła katolickiego.
Eksuperiusz był oficerem sztandarowym legionu pod komendą primiceriusa św. Maurycego w grupie chrześcijańskich żołnierzy rekrutowanych przez samego Maksymiana w Górnym Egipcie. Stamtąd przeniesiony został do Europy w celu walki z barbarzyńcami.
Przed jedną z bitew, za odmowę złożenia ofiary bogom starorzymskim przez cały oddział św. Maurycego, cezar nakazał wymordowanie żołnierzy przez ścięcie (ok. 286). Wśród zdziesiątkowanej Legii śmierć poniósł również Eksuperiusz i Maurycy oraz okołu 6 tysięcy innych żołnierzy (6600). 
Wspomnienie liturgiczne męczenników obchodzone jest 22 września.
W X wieku św. Wibert (+962) przeniósł relikwie św. Eksuperiusza do benedyktyńskiego opactwa św. Piotra i św. Eksuperiusza w Gembloux (Belgia). Tu powstał poemat opisujący męczeństwo Legionu Tebańskiego, którego autorem był jeden z mnichów.
W ikonografii św. Eksuperiusz przedstawiany jest w stroju żołnierza ze sztandarem. 
Jego atrybutami są: palma męczeństwa, krzyż, sztandar i miecz.